# Stan Lee
Stanley Martin Lieber (Manhattan, Nueva York, 28 de diciembre de 1922-Los Ángeles, California, 12 de noviembre de 2018), más conocido como Stan Lee, fue un escritor y editor de cómics estadounidense, además de productor y actor ocasional de cine.
Es principalmente conocido por haber cocreado personajes icónicos del mundo del cómic tales como Spider-Man, X-Men, Los 4 Fantásticos, Hulk, Iron Man, Thor, Daredevil, Doctor Strange, Black Panther, Ant-Man y Bruja Escarlata, entre otros muchos superhéroes, casi siempre acompañado de los dibujantes y escritores Steve Ditko y Jack Kirby. El trabajo de Stan Lee fue fundamental para expandir Marvel Comics, llevándola de una pequeña casa publicitaria a una gran corporación multimedia. Durante décadas, los cómics de Marvel se distinguieron por indicar siempre «Stan Lee presenta» en los rótulos de presentación. También tuvo un programa televisivo en History Channel en donde buscaba superhumanos «reales».

## Biografía

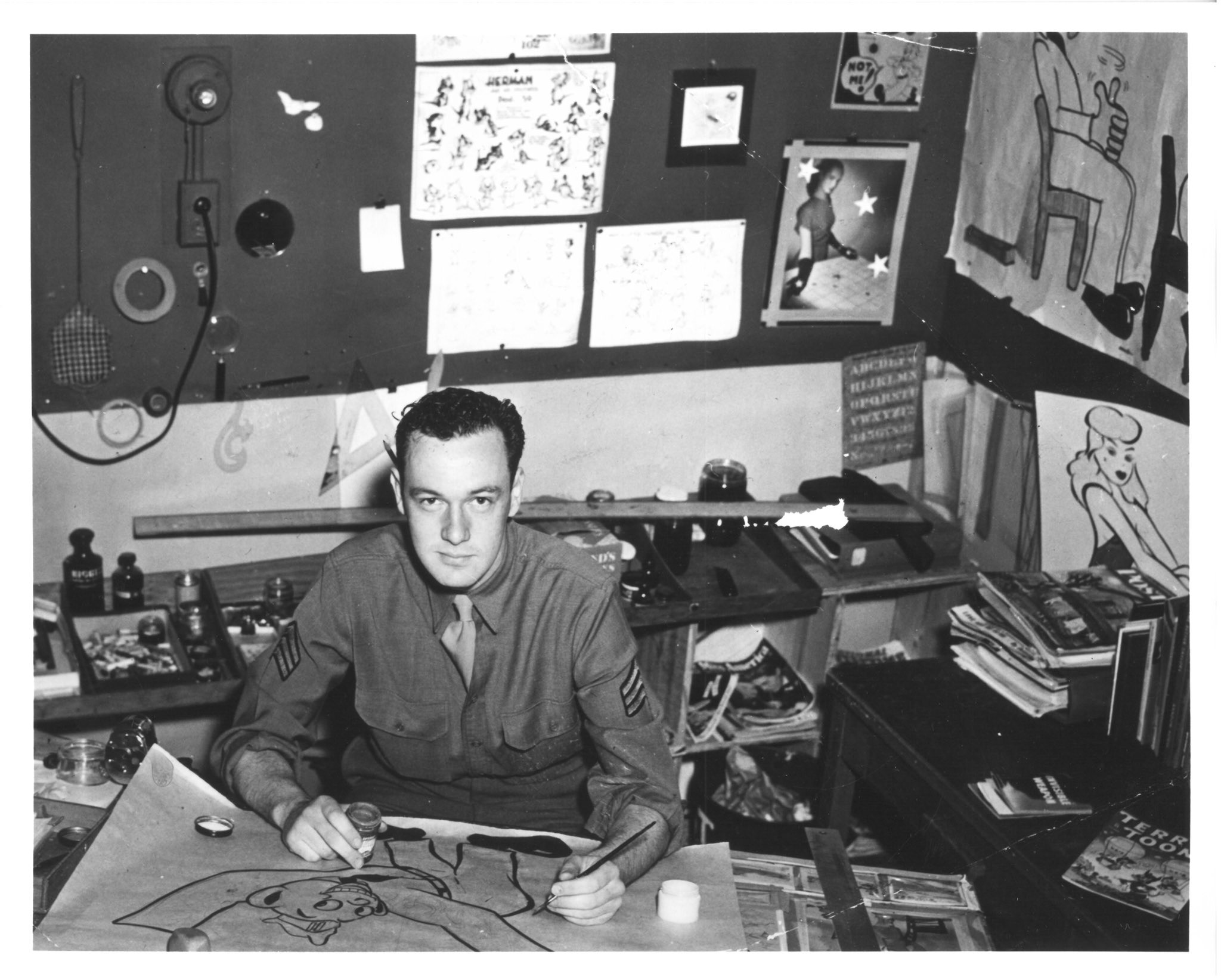
Stan Lee, en el Ejército de los Estados Unidos, en la década de 1940.

Stanley Martin Lieber nació el 28 de diciembre de 1922 en Manhattan, Nueva York, hijo de Celia y Jack Lieber, un matrimonio de inmigrantes judíos rumanos. Su padre era sastre y tuvo dificultades en su trabajo debido a la Gran Depresión. Stan tenía un hermano menor, Larry Lieber. En 2006 dijo haber disfrutado de los libros y películas, especialmente las protagonizadas por Errol Flynn. Estudió en el Instituto DeWitt Clinton del Bronx, mientras ejerció diversos trabajos como recadero, escritor de obituarios y de comunicados de prensa, hasta que a finales de 1940, poco después de terminar la escuela secundaria, consiguió un trabajo de ayudante en la editorial Timely Comics (hoy Marvel Comics), entonces propiedad de Martin Goodman. A los 20 años, debutó como guionista con un relato de dos páginas protagonizado por el Capitán América. Su objetivo entonces era convertirse en un escritor a la altura de sus admirados Robert Louis Stevenson, Arthur Conan Doyle o Edgar Rice Burroughs. Queriendo reservar su nombre para futuras novelas, firmó este primer trabajo con el seudónimo «Stan Lee» (que, en inglés, suena muy parecido a «Stanley»). Décadas después, cambió oficialmente su nombre, adoptando el seudónimo por el que era ya universalmente conocido. A veces es llamado también «Stan the Man» («Stan el Hombre»).[cita requerida]
En 1960 Stan Lee estaba a punto de dejar Marvel Comics, pero su mujer le convenció para que crease "el comic que deseaba hacer". Y en 1961 le llegó el éxito, con la creación de Los 4 Fantásticos, pero todavía tenía muchas historias más por crear. En unos pocos años, creó junto con Jack Kirby y Steve Ditko a la gran mayoría de los personajes clásicos de la editorial. Este éxito hizo que Marvel se convirtiera en la editorial más importante del momento, y marcó el comienzo de la llamada Edad de Plata del cómic estadounidense. Stan Lee permaneció durante gran parte de los sesenta como redactor jefe de la apodada a partir de entonces «Casa de las Ideas», y fue sucedido por su ayudante, Roy Thomas.
Incansable difusor de Marvel y emblema de una época y una forma de hacer cómics, Stan Lee no dejó de escribir columnas y guiones ocasionales. Entre ellos, la serie de especiales «Just Imagine Stan Lee…», de 2001, para DC Comics, la principal competidora de Marvel, donde recreaba a los principales personajes de su universo (Superman, Batman, Flash, entre otros).[cita requerida]

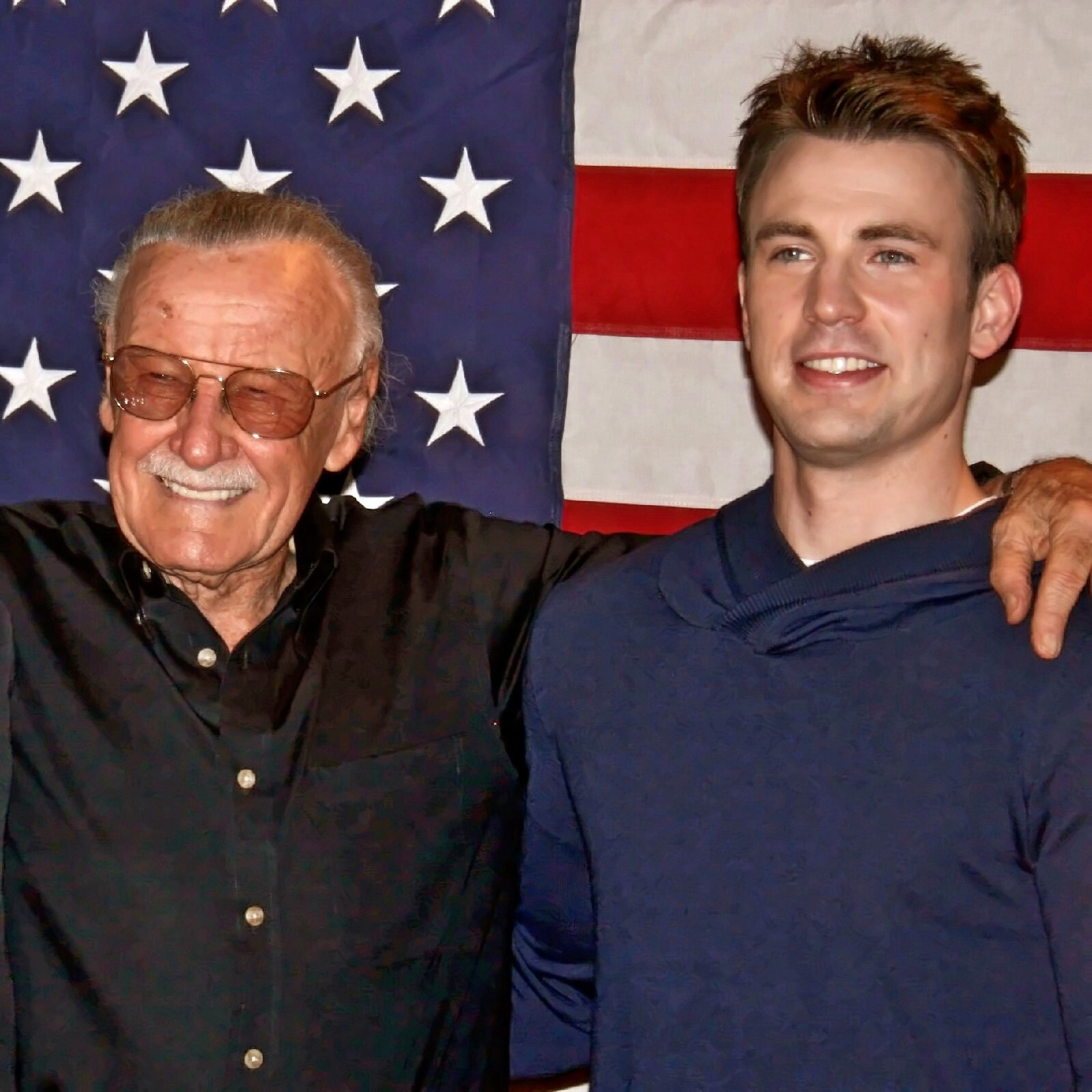
Stan Lee junto a Chris Evans (intérprete del Capitán América y La Antorcha Humana) en el Comic-Con International en San Diego, California, en julio de 2011.

Desde que se estrenó el UCM, en 2008, Stan Lee ha ido recibiendo homenajes simbólicos, a modo de cameo, en la mayoría de sus películas. Ello a pesar de que, en ocasiones, su estado de salud y su avanzada edad le impedían desplazarse hasta los sets de rodaje.
Se casó con Joan Clayton Boocock el 5 de diciembre de 1947. Su hija Joan Celia "JC" Lee nació en 1950. Su otra hija, Jan, nació en 1953 y murió a los tres días de vida. En 1981 los Lee se trasladaron a la costa oeste. Tras 69 años de matrimonio, en julio de 2017, fallece su esposa Joan de un derrame cerebral, a los 93 años.
Stan Lee falleció el 12 de noviembre de 2018, a causa de un paro cardiorrespiratorio producido por una neumonía, en el Hospital Cedars-Sinai de Los Ángeles, a la edad de 95 años.
En mayo del año siguiente, su agente privado, Keya Morgan, es arrestado por abuso de mayores, acusado de fraude y robo durante los últimos años de la vida de Stan.

## Obra

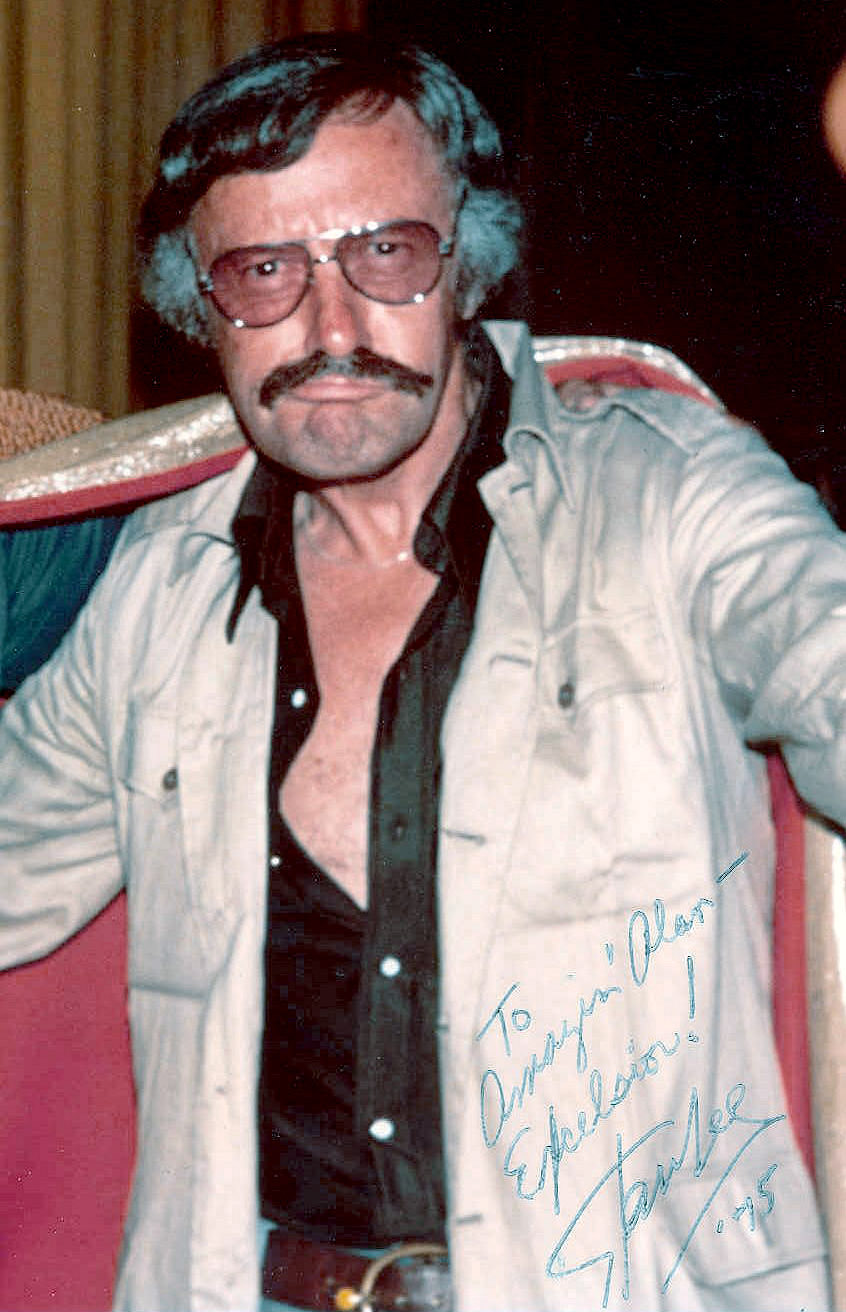
Foto autografiada por Stan Lee con su lema «Excelsior!» en 1975.

Entre sus creaciones destacan personajes que forman parte de la iconografía universal como Spider-Man, los X-Men, Iron Man, Thor, el Doctor Strange, Daredevil, Los Cuatro Fantásticos, el increíble Hulk, los Vengadores, Pantera Negra, Silver Surfer, y Nick Fury, además de su intromisión al mundo del manga con Heroman y el guion de la serie Ultimo.
Su carisma y capacidad creativa influyeron en muchos autores posteriores. Algunos de los rasgos característicos de su obra son:
- La humanización de los personajes, más allá de su identidad superheroica. Para ello, insiste en que todos sus héroes deben tener un punto débil.
- Un lenguaje grandilocuente y recargado, que en el caso de artículos y textos publicitarios, llega a estar entre la autoparodia y lo circense.
- Daba una gran libertad de movimientos a sus dibujantes, por medio del llamado «método Marvel»: Lee hacía una sinopsis de la historia, que pasaba al dibujante, y luego escribía los diálogos basándose en el dibujo acabado. En ciertos casos, esto hacía difícil saber qué parte de la historia era de Lee, y qué parte del dibujante y que parte era del guionista.
- Insistió en llamar a sus personajes con nombre y apellido con la misma letra inicial (Peter Parker, Loki Laufeyson, Matt Murdock, Stephen Strange, Dum Dum Dugan, Fantastic Four, Doctor Doom, Curtis Connors, Bruce Banner, Scott Summers, Susan Storm, Reed Richards, Otto Octavius, Green Goblin, Silver Surfer, Warren Worthington, Pepper Potts, Fin Fang Foom, Happy Hogan y J. Jonah Jameson, entre otros).

### Libros
- Lee, Stan; Mair, George (2002). Excelsior!: The Amazing Life of Stan Lee. Simon & Schuster. ISBN 978-0-7432-2800-8.
- Lee, Stan (1974). Origins of Marvel Comics. Marvel Entertainment Group. ISBN 978-0-7851-0551-0.

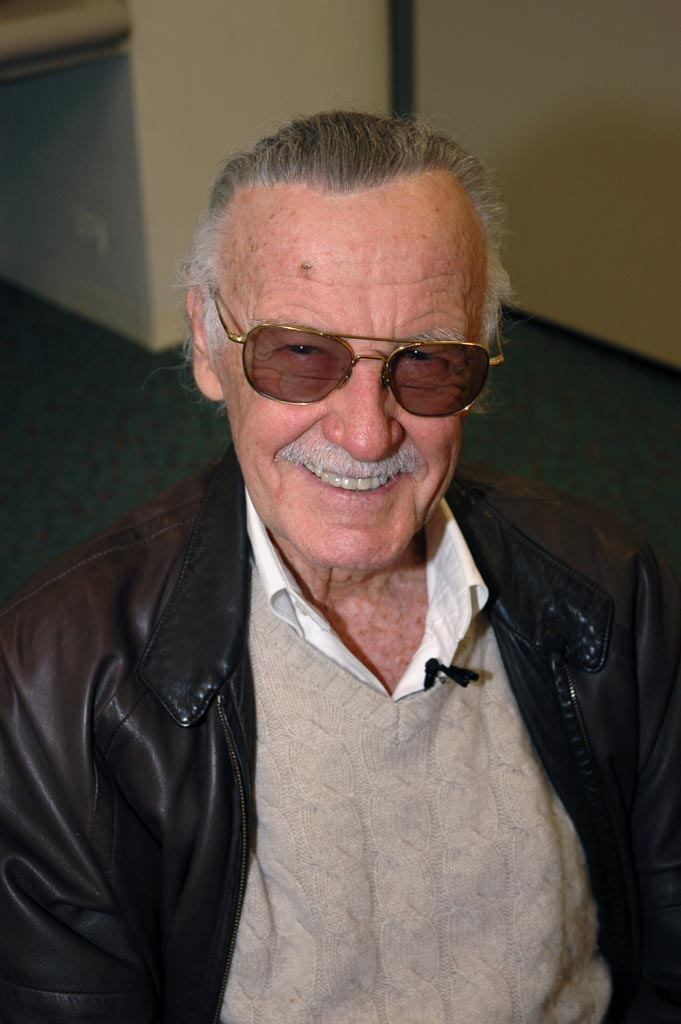
Stan Lee en 2007.

- Stan Lee en 2007.Lee, Stan; David, Peter (2015). Amazing, Fantastic, Incredible: A Marvelous Memoir. Simon & Schuster. ISBN 1501107771.

### Cómics

#### DC Comics
- Detective Comics #600 (1989, texto)
- Just Imagine creaciones de Stan Lee:
  - Aquaman (con Scott McDaniel) (2002)
  - Batman (con Joe Kubert) (2001)
  - Catwoman (con Chris Bachalo) (2002)
  - Crisis (con John Cassaday) (2002)
  - Flash (con Kevin Maguire) (2002)
  - Green Lantern (con Dave Gibbons) (2001)
  - JLA (con Jerry Ordway) (2002)
  - Robin (con John Byrne) (2001)
  - Sandman (con Walt Simonson) (2002)
  - Secret Files and Origins (2002)
  - Shazam! (con Gary Frank) (2001)
  - Superman (con John Buscema) (2001)
  - Wonder Woman (con Jim Lee) (2001)

#### Marvel Comics
| - The Amazing Spider-Man #1–100, 105–110, 116–118, 200, Annual #1–5, 18 (1962–84); (backup stories): #634–645 (2010–11) - The Amazing Spider-Man, strips (1977–2018) - The Avengers #1–35 (1963–66) - Captain America #100–141 (1968–71) (continuación de Tales of Suspense #99) - Daredevil, #1–9, 11–50, 53, Annual #1 (1964–69) - Daredevil, vol. 2, #20 (backup story) (2001) - Epic Illustrated #1 (Silver Surfer) (1980) - Fantastic Four #1–114, 120–125, Annual #1–6 (1961–72); #296 (1986) - The Incredible Hulk #1–6 (continuación de Tales to Astonish #59) - The Incredible Hulk, vol. 2, #108–120 (1968–69) - Journey into Mystery (Thor) plotter #83–96 (1962–63), writer #97–125, Annual #1 (1963–66) (continues to Thor #126) - The Mighty Thor #126–192, 200, Annual #2 (1966–72), 385 (1987) - Kissnation #1 (1996) - Nightcat #1 (1991) - Ravage 2099 #1–7 (1992–93) - Savage She-Hulk #1 (1980) - Savage Tales #1 (1971) - Sgt. Fury and his Howling Commandos #1–28, Annual #1 (1963–66) | - Silver Surfer #1–18 (1968–70) - Silver Surfer, vol. 2, #1 (1982) - Silver Surfer: Judgment Day (1988) ISBN 978-0-87135-427-3 - Silver Surfer: Parable #1–2 (1988–89) - Silver Surfer: The Enslavers (1990) ISBN 978-0-87135-617-8 - Solarman #1–2 (1989–90) - The Spectacular Spider-Man (revista) #1–2 (1968) - The Spectacular Spider-Man Annual #10 (1990) - Strange Tales (varias historias): #9, 11, 74, 89, 90–100 (1951–62); (Human Torch): #101–109, 112–133, Annual #2; (Doctor Strange): #110–111, 115–142, 151–158 (1962–67); (Nick Fury, Agent of S.H.I.E.L.D.: #135–147, 150–152 (1965–67) - Tales to Astonish (varias historias): #1, 6, 12–13, 15–17, 24–33 (1956–62); Ant-Man/Giant Man: #35–69 (1962–65) (The Hulk: #59–101 (1964–1968); Sub-Mariner: #70–101 (1965–68) - Tales of Suspense (varias historias):#7, 9, 16, 22, 27, 29–30 (1959–62); (Iron Man): plotter #39–46 (1963), writer #47–98 (1963–68) (Captain America): #58–86, 88–99 (1964–68) - Web of Spider-Man Annual #6 (1990) - What If (Fantastic Four) #200 (2011) - The X-Men #1–19 (1963–66) |

#### Simon & Schuster
- The Silver Surfer: The Ultimate Cosmic Experience, 114 pág., Sept. 1978, ISBN 978-0-671-24225-1

#### Otros
- Heroman
- How to Draw Comics the Marvel Way

## En otros medios

### Cine y televisión
En cada una de las películas que se hacen de Marvel, Stan siempre actuó como productor ejecutivo aunque no haga uno de sus famosos cameos.

#### Cameos en películas de Marvel
Con excepción de X-Men 2, X-Men Origins: Wolverine, X-Men: primera generación, The Wolverine, X-Men: días del futuro pasado, 4 Fantásticos y Dark Phoenix, Stan Lee apareció en cada una de las películas de Marvel basadas en personajes en cuya creación haya colaborado:
| Película                                  | Director                | Año  | Cameo |
| ----------------------------------------- | ----------------------- | ---- | --- |
| El juicio del increíble Hulk              | Bill Bixby              | 1989 | Esta es la primera aparición de Lee en una película o proyecto de televisión de Marvel, actuando como un miembro del jurado en el juicio del Dr. David Banner. |
| X-Men                                     | Bryan Singer            | 2000 | Aparece como un vendedor en un puesto de perritos calientes cuando el senador Kelly se materializa en el mar después de escapar de Magneto. |
| Spider-Man                                | Sam Raimi               | 2002 | Durante la primera batalla entre Spider-Man con el Duende Verde, aparece salvando a una niña de unos pedazos de balcón cayendo de un edificio. |
| Daredevil                                 | Mark Steven Johnson     | 2003 | El chico ciego, Matt Murdock, detiene a Lee antes de cruzar la calle, salvándolo de ser atropellado por un coche. |
| Hulk                                      | Ang Lee                 | 2003 | Se le ve caminando en una escena junto a Lou Ferrigno, como guardias de seguridad del laboratorio donde trabaja Bruce Banner. |
| Spider-Man 2                              | Sam Raimi               | 2004 | Lee nuevamente salva a un inocente de un peligro, durante la primera batalla de Spider-Man con el Doctor Octopus, cuando cae al suelo un trozo de pared. |
| Los 4 Fantásticos                         | Tim Story               | 2005 | Aparece por primera vez como un personaje de cómic, Willie Lumpkin, el cartero que saluda a Los 4 Fantásticos cuando entran al ascensor del edificio Baxter. |
| X-Men III: La Batalla Final               | Brett Ratner            | 2006 | Lee y Chris Claremont aparecen como dos de los vecinos de Jean Grey en un flashback 20 años atrás. Lee, «el jardinero», está regando el césped cuando Jean telequinéticamente eleva el agua de la manguera.                                                                           |
| Los 4 Fantásticos y Silver Surfer         | Tim Story               | 2007 | Lee aparece queriendo entrar a la primera boda diciendo que es Stan Lee (o sea, él mismo), pero el guardia no le cree. |
| Spider-Man 3                              | Sam Raimi               | 2007 | Lee aparece hablando con Peter Parker, cuando se entera de que la llave de la ciudad le será otorgada a Spider-Man. Lee se para junto a Peter Parker y le dice: "¿Sabes?, creo que una persona puede hacer la diferencia". Él entonces, dice la frase "'Nuff said'" (No se diga más). |
| Iron Man                                  | Jon Favreau             | 2008 | Tony Stark saluda a Hugh Hefner, personificado por Stan Lee, vistiendo con la clásica bata y rodeado por tres chicas rubias. |
| The Incredible Hulk                       | Louis Leterrier         | 2008 | Aparece abriendo un refrigerador del cual saca la botella de refresco en la que cayó la sangre de Banner. |
| Iron Man 2                                | Jon Favreau             | 2010 | Personificando a Larry King, famoso periodista estadounidense, a quien Tony saluda al salir de la ExpoStark. |
| Thor                                      | Kenneth Branagh         | 2011 | Aparece al volante en una camioneta intentando arrancar el martillo Mjölnir de la roca donde está incrustado, sin éxito en donde menciona diciendo: "¿Que?, no resulto". |
| Capitán América: el primer vengador       | Joe Johnston            | 2011 | Interpreta al general George Marshall, sentado entre el público, esperando en la premiación del Capitán América y dice: "Creí que era más alto". |
| The Avengers                              | Joss Whedon             | 2012 | Después de la pelea final, aparece como un superviviente siendo entrevistado por televisión en donde dice: "¿Superhéroes en Nueva York? por favor". En las escenas eliminadas habla con Steve Rogers diciendo que invite a salir a la camarera que sale en la película.               |
| The Amazing Spider-Man                    | Marc Webb               | 2012 | Interpreta a un señor que trabaja limpiando la biblioteca de la escuela secundaria, en la cual Spider-Man y el Lagarto están peleando mientras escucha música con sus auriculares sin darse cuenta de los sucesos.                                                                    |
| Iron Man 3                                | Shane Black             | 2013 | Aparece como un juez en un concurso de TV, en el que le da una puntuación de "10" a una concursante. |
| Thor: The Dark World                      | Alan Taylor             | 2013 | Interpreta a un anciano en una institución psiquiátrica que le pide al profesor Erik Selvig que le devuelva su zapato. |
| Capitán América: The Winter Soldier       | Hermanos Russo          | 2014 | Interpreta a un cuidador nocturno del museo del Capitán América que nota que han robado su traje original diciendo: "Me van a despedir por esto". |
| The Amazing Spider-Man 2: Rise of Electro | Marc Webb               | 2014 | Interpreta (probablemente) al mismo señor que en la primera parte, pero esta vez vestido de gala durante la ceremonia de graduación de la generación de Peter Parker, donde asegura conocer de algún modo a Peter.                                                                    |
| Guardianes de la Galaxia                  | James Gunn              | 2014 | En el planeta Xandar, Rocket Raccoon, lo ve a través de un dispositivo de escaneo. Interpretando a un señor que tiene una conversación con una mujer mucho más joven que él. |
| Big Hero 6                                | Don Hall Chris Williams | 2014 | Interpreta al padre de Fred y se revela que es un superhéroe retirado en la escena poscréditos. |
| Avengers: Age of Ultron                   | Joss Whedon             | 2015 | Aparece como un veterano de guerra presente en la celebración realizada en la torre de los Vengadores. Thor le comparte su bebida añejada por siglos. En la siguiente escena Lee es llevado ebrio y dice su frase característica "Excelsior!".                                        |
| Ant-Man                                   | Peyton Reed             | 2015 | Aparece como el barman en la narración de los eventos en la última escena de la película, donde Luis le explica a Scott Lang que "Falcon" se encuentra buscándolo para reclutarlo con los Vengadores.                                                                                 |
| Deadpool                                  | Tim Miller              | 2016 | Aparece como el dueño del club nudista donde trabajaba la novia de Wade Wilson, Vanessa. |
| Capitán América: Civil War                | Hermanos Russo          | 2016 | Aparece casi al final, entregando un paquete de FedEx a Tony Stark. |
| X-Men: Apocalipsis                        | Bryan Singer            | 2016 | Aparece asombrado cuando los misiles de todos los países se disparan al espacio exterior. Lo interesante de este cameo es que lo hace junto a su esposa Joan B. Lee. |
| Doctor Strange                            | Scott Derrickson        | 2016 | Cuando Doctor Strange y Barón Mordo chocan contra un autobús, él aparece dentro de este leyendo un libro y riéndose, diciendo: "Esto es muy gracioso". |
| Guardianes de la Galaxia vol. 2           | James Gunn              | 2017 | Vestido de astronauta, hablando con tres Vigilantes. |
| Spider-Man: Homecoming                    | Jon Watts               | 2017 | Interpreta a uno de los vecinos del vecindario donde Spider-Man intenta detener a un hombre por supuestamente robar un coche. |
| Thor: Ragnarok                            | Taika Waititi           | 2017 | Aparece como la persona que le corta el cabello a Thor. |
| Black Panther                             | Ryan Coogler            | 2018 | Aparece en el casino cuando T'Challa va a Corea del Sur. |
| Avengers: Infinity War                    | Hermanos Russo          | 2018 | Como el conductor del autobús escolar en el que viaja Peter Parker y su clase. |
| Ant-Man and the Wasp                      | Peyton Reed             | 2018 | Cuando uno de los personajes lanza un disco con partículas Pym en el coche de Stan Lee haciendo desaparecer el vehículo cuando iba a entrar, Lee dice "Los años 60 fueron geniales, pero ahora estoy pagando las consecuencias".                                                      |
| Venom                                     | Ruben Fleischer         | 2018 | Cerca del final de la película, paseando a su perro, se dirige a Eddie. |
| Capitana Marvel                           | Anna Boden/Ryan Fleck   | 2019 | Durante la persecución en el tren, aparece sentado leyendo el guion de Mallrats (1995). |
| Avengers: Endgame                         | Hermanos Russo          | 2019 | Conduciendo, frente a la base militar, un vehículo junto a una joven y exclamando: "haz el amor, no la guerra". |
| Deadpool & Wolverine                      | Shawn Levy              | 2024 | A pesar de que no aparece físicamente en la película debido a su fallecimiento, si aparecer un cartel de una obra de teatro con una foto suya. |
| Los Cuatro Fantásticos: Primeros Pasos    | Matt Shakman            | 2025 | En la escena en la que la Silver Surfer de Shalla-Bal anuncia la llegada de Galactus a la Tierra, dos de los testigos son unos jóvenes Stan Lee y Jack Kirby |

Películas en las que no aparece
- Las películas Blade, Blade II, Blade: Trinity, The Punisher, Elektra, Man-Thing: la naturaleza del miedo, Ghost Rider, Punisher: War Zone, Ghost Rider: Espíritu de Venganza, X-Men Origins: Wolverine, The Wolverine y Logan: Wolverine también están basadas en personajes de Marvel Comics, pero que no fueron creados por Stan Lee; posible razón para la ausencia de un cameo suyo.
- La razón por la cual su cameo es ausente en X-Men 2 es desconocida.
- En X-Men: primera generación, no pudo aparecer porque el lugar del rodaje se encontraba muy lejos y a su edad no tenía forma de trasladarse.
- En X-Men: días del futuro pasado, no tuvo tiempo para su cameo ya previamente programado, debido a que tuvo que asistir a una convención en Toronto en la misma fecha. Luego en una entrevista, confeso que después de ver la película se arrepintió de no haber hecho su cameo y dijo que X-Men: días del futuro pasado y Captain America: The Winter Soldier son las mejores películas que ha hecho Marvel y que se siente orgulloso de ellas.
- La razón por la cual su cameo es ausente en 4 Fantásticos es desconocida.
- En la poco conocida película (también adaptación de un cómic de la Marvel), Man-Thing: la naturaleza del miedo, Stan Lee también realiza uno de sus cameos, pero no en persona, sino a modo de fotografía en el tablón de anuncios del Sheriff como uno de los desaparecidos en el misterioso pantano.
- En Deadpool 2, no aparece su clásico cameo; sin embargo, en un mural, aparece una foto de él. No aparece físicamente en la película debido a las complicaciones en su salud. Sin embargo, Stan Lee realiza un cameo en el corto titulado "No good deed" el cual sirve como tráiler de la película.

#### Otras apariciones
Cine y televisión
- Lee aparece en un episodio de la serie infantil Muppets Babies, cuando los pequeños muppets imaginan ser el superhéroe Spider-Man, y Lee queda lleno de las telarañas que salen del cómic que el está dibujando.
- Lee aparece en un centro comercial enseñando cómo resolver los problemas amorosos a un jovencísimo Jason Lee, mediante las vidas privadas de sus superhéroes, en la película de Kevin Smith, Mallrats (1995).
- Lee también aparece en la película dirigida por Mark Hamill, Comic Book: The Movie (2004).
- Tiene un breve cameo en la película protagonizada por Anne Hathaway The Princess Diaries 2: Royal Engagement (2004).
- Lee aparece al final del capítulo 16 de la serie Héroes (emitido el 19 de febrero de 2007 en EE. UU.) en el papel de un conductor de autobús preguntándole a Hiro Nakamura si viaja solo o acompañado.
- Lee aparece en el capítulo 16 de la temporada 3, «La gran adquisición», de The Big Bang Theory como él mismo.
- También aparece como sí mismo en el capítulo «Bottom Ups» de Entourage (Temporada 6).
- Lee fue el productor y anfitrión del reality show Who Wants to Be a Superhero?, el cual fue presentado en el canal Sci Fi el 27 de julio de 2006, que ganó un personaje llamado Feedback.
- Dirige la serie Stan Lee's Superhumans, en el canal History, donde presenta a varias personas alrededor del mundo con habilidades superhumanas, con Daniel Browning Smith como presentador.
- En The History Channel se hizo un especial titulado Stan Lee, Con Gran Poder en el que Lee relata como se identifica a sí mismo con sus creaciones, además de ser un especial dedicado a su vida.
- En Chuck Interpreta a sí mismo como agente de la CIA (Temporada 5 - episodio 7).
- En la webserie Video Game High School (VGHS) segunda temporada, de Freddie Wong en Youtube, hace su aparición ante los video jugadores del instituto.
- En la película Kick Ass 2 Mindy le menciona a las chicas malas que son peores que los fan de Stan Lee al ver un video de "Union J".
- En la serie Agents of S.H.I.E.L.D. interpreta a un pasajero del tren acompañado de dos chicas quien habla con algunos de los protagonistas de la serie (Temporada 1 - episodio 13).
- En la serie Agent Carter (Temporada 1 - episodio 4).
- En la serie Marvel's Daredevil aparece una fotografía de él en la estación de policía (Temporada 1 - episodio 13).
- En la serie Jessica Jones, se puede ver la misma fotografía de él como policía que aparecía en Daredevil (Temporada 1 - episodio 7).
- En la serie Luke Cage, aparece en un cartel que pone "See a crime. Report it!" (Temporada 1 - episodio 12).
- En la serie Iron Fist, en el episodio final se puede ver un cartel a través de la lateral de un edificio y el anuncio dice SEA ORGULLOSO y al lado de las palabras una foto de Stan Lee ilumina el cartel.
- En la serie Los Defensores aparece en un póster como el Capitán del Departamento de Policía de Nueva York Irving Forbush, rol que ya ha interpretado en las anteriores series de Marvel en Netflix.
- En la serie Cloak & Dagger aparece en una pintura al minuto 8 del capítulo 9.
- En la serie The Gifted se le puede ver interpretando a un hombre saliendo del Tex's Diner.
- En la serie Runaways se le puede ver interpretando al chofer de la limusina en el episodio Metamorphosis (Temporada 1 - Episodio 6).

Series y películas animadas
- Una de las primeras contribuciones de Lee a la animación basada en las propiedades de Marvel fue narrando las series animadas de los 80, El Increíble Hulk, Las nuevas aventuras del Hombre Araña y El Hombre Araña y sus Sorprendentes Amigos, siempre comenzando su narración con una auto introducción y finalizándola con This is Stan Lee saying, Excelsior!.
- Lee también fue narrador de la serie de animación Silver Surfer televisada a finales de los años 90.
- Lee fue un productor ejecutivo de la serie animada de televisión titulada Spider-Man: La Serie Animada. Apareció, como personaje animado (y con su propia voz), en el episodio final titulado «Farewell, Spider-Man» («Adiós, Hombre Araña»). Spider-Man visita la realidad paralela donde Spider-Man es una creación ficticia y habla con Stan agradeciéndole por haberlo creado. Cuando Madame Web busca a Spider-Man para volver a su realidad, Stan dice: «¿Quién es esa exótica mujer?», siendo su propia esposa quien le daba la voz a Web. Al final, Spider-Man dice «Ese Stan Lee del que hablas será un gran hombre» y Madame Web le responde «Más de lo que crees».
- En un episodio de Los Simpson, «Estoy verde de rabia» (28 de abril de 2002), Lee le da voz al animado Stan Lee, quien es un visitante usual de la tienda de cómics («¿Stan Lee ha vuelto?» «Stan Lee nunca se ha ido»). Pregunta si el vendedor espía a Lynda Carter, la estrella del espectáculo de los 70, La Mujer Maravilla y muestra tales signos de demencia como romper el juguete Batmóvil de un cliente tratando de introducir una figura de acción de La Mole/Cosa en él, y exclamando que «lo había mejorado», escondiendo cómics de DC Comics detrás de los de Marvel y creyéndose Hulk. En un episodio posterior, la foto de Lee es vista junto a muchas otras en la pared detrás de la caja registradora, bajo el rótulo «Acceso denegado de por vida».
- Lee vuelve a dar su voz y su imagen en la película animada llamada Stan Lee Presents: The Condor de 2007, donde aparece como un vendedor de una tienda de dulces, donde está presente en una pelea entre Valdez y Taipan.
- También hace un cameo en la segunda temporada de The Spectacular Spider-Man haciendo un gesto de aprobación con su mano a Spider-Man luego de que este lo salvara.
- Lee fue el actor de voz en inglés del alcalde de Ciudad Súper Héroe en El escuadrón de superhéroes.
- En la serie anime Heroman (creada por él) aparece como cameo en ciertas partes de los capítulos.
- Le da vida al personaje Stan (que era conserje) en Ultimate Spider-Man. De hecho, el diseño de este personaje es igual al Stan de la vida real.
- También será como alcalde en Vista Verde en Hulk y los agentes de S.M.A.S.H.
- Su última aparición ha sido en Phineas y Ferb: Misión Marvel siendo un vendedor de Hot Dogs. Se le ve durante la pelea entre Los Vengadores y Spider-Man contra M.O.D.O.K., Red Skull, Venom y Whiplash en Nueva York y Danville.
- Lee produjo una película animada basada en el cómic que escribió para la editorial Archie's Comics, titulada, "Stan Lee's Mighty 7: Beginnings" en 2014, además dio la voz de su personaje que el mismo figuraba como tal.
- En la película de DC Comics de 2018, Teen Titans Go! to the Movies, Lee hace un cameo doble, poniéndose a sí mismo la voz. En la primera aparición, se encuentra barriendo detrás de los protagonistas en su visita a Warner Bros. Studios, para después acercarse a hablar en cámara diciendo que él es Stan Lee haciendo su cameo sutil hasta que le informan de que la película no es de Marvel y desaparece rápidamente. En su segunda aparición, se abalanza sobre el coche de producción durante la persecución final de Batman a los Teen Titans, diciendo que ha vuelto porque no le importa que la película sea de DC ya que lo que le gusta es hacer cameos, para acabar diciendo su conocida frase "Excelsior" mientras el equipo le aparta a un lado y prosigue con la pelea. Este fue su único cameo en una película de DC Comics.
- En la serie de 2017 Marvel's Spider-Man, en el episodio Origin, aparece como camarógrafo cuando Peter Parker va a un programa de lucha.
- En la película Spider-Man: Un nuevo universo (2018), Lee le vende un disfraz de Spider-Man a Miles Morales. Cuando Miles le pregunta si el traje no le queda bien, Stan responde: "Siempre le queda bien", antes de revelar que él tiene una política de que no hay devoluciones, ni reembolsos.
- En la película Ralph Breaks the Internet (2018), aparece en forma de un avatar de internet, mientras Vanellope está en el sitio web OhMyDisney.com.

### Videojuegos
- Stan Lee narra el videojuego del año 2000 Spider-Man y su continuación de 2001 Spider-Man 2: Enter Electro.
- En el videojuego Spider-Man: Shattered Dimensions, Stan lee es el narrador que aparece en el inicio, el desarrollo y el final narrando momentos de la historia.
- Stan Lee aparece en el videojuego Marvel Ultimate Alliance 2 como el senador Lieber (siendo el nombre original de Stan: Stanley Lieber).
- Vuelve a interpretar al alcalde de Ciudad Súper Héroe en el videojuego Marvel Super Hero Squad y sus secuelas.
- Aparece en el videojuego Dead Rising 2 como un superviviente en el comienzo del juego (prestando el mismo su voz); sin embargo, muere comido por los zombis (cuando se realizó la escena, Stan afirmó haberse reído mucho).
- Stan Lee aparece en el videojuego de la película The Amazing Spider-Man como personaje jugable con las habilidades del Spider-Man. Además, es el propietario del piso donde vive Peter Parker en el videojuego.
- Aparece también en Lego Marvel Super Heroes como personaje jugable.
- En el MMRPG Marvel Heroes aparece dándole voz a un vendedor de armas llamado Agent Lee que se encuentra en el Hellicarrier
- Aparece en el videojuego The Amazing Spider-Man 2 como vendedor de cómics, muñecos y objetos relacionados con Spider-Man, donde Spidey en la ciudad encontraba trozos de cómics y los podía ver en la tienda pero exclusivamente en inglés.
- Aparece en el videojuego Spider-Man para PlayStation 4 de 2018, observando a Peter y Mary Jane cenando en un restaurante, comentando que es su pareja favorita.
- En Spider-Man: Miles Morales aparece en forma de estatua como homenaje a su fallecimiento con la que se puede interactuar para desbloquear un trofeo, a lo que Miles dice: "Un héroe del mundo real".

### Cómics
Esta es una lista de las apariciones de Stan Lee como personaje dentro de una historieta:
- All Winners Comics #2 (Otoño 1941): "Winners All"
- Astonishing #4 (Jun. 1951): "The Nightmare"
- The Fantastic Four #10 (Ene. 1963): "The Return of Doctor Doom"
- Sgt. Fury and his Howling Commandos Special #6 (Ago. 1970): "Through the Past Darkly"
- Sgt. Fury and his Howling Commandos #100 (Jul. 1972): "100th Anniversary!"
- The Amazing Spider-Man Annual #1 (1964): "How Stan Lee and Steve Ditko Create Spider-Man" *
- Strange Tales #123 (Ago. 1964): "The Birth of the Beetle"
- Daredevil #29 (Jun. 1967): "Unmasked"
- Daredevil Special #1 (Sept. 1967): "At the Stroke of Midnight" *
- Fantastic Four Special #5 (Nov. 1967): "This is a Plot?" *
- The Amazing Spider-Man Special #5 (Nov. 1968): "Here We Go-a-Plotting" *
- Chamber of Darkness #2 (Dic. 1969) "The Day of the Red Death"
- Detective Comics #452 (Oct. 1975) "Crackdown on the Crime Exchange"
- X-Men #98 (Abr. 1976): "Merry Christmas, X-Men..."
- Fantastic Four #176 (Nov. 1976): "Improbable As It May Seem – The Impossible Man Is Back in Town!"
- What If? #11 (Oct. 1978): "What if the Fantastic Four Were the Original Marvel Bullpen?"
- Stan Lee Meets Superheroes (5 números desde Nov. 2006)

## Premios
Stan Lee recibió una gran cantidad de premios por su trabajo, incluyendo el haber sido formalmente introducido en el Jack Kirby Hall of Fame en 1995. Además, el 4 de enero de 2011 Stan Lee descubrió una estrella con su nombre en el paseo de la fama de Hollywood.
| Año  | Premio                                         | Nominado por                                  | Resultado |
| ---- | ---------------------------------------------- | --------------------------------------------- | --------- |
| 1994 | Salón de la fama de los Premios Will Eisner    |                                               | Ganador   |
| 1995 | Jack Kirby Hall of Fame                        |                                               | Ganador   |
| 2000 | Burbank International Children's Film Festival | Premio a la trayectoria                       | Ganador   |
| 2002 | Premios Saturn                                 | Premio a su carrera                           | Ganador   |
| 2003 | Premios Hugo                                   | Mejor presentación dramática por Spider-Man   | Nominado  |
| 2005 | Hugo Award                                     | Mejor presentación dramática por Spider-Man 2 | Nominado  |
| 2008 | Medalla Nacional de las Artes                  |                                               | Ganador   |
| 2009 | Premios Hugo                                   | Mejor presentación dramática por Iron Man     | Nominado  |
| 2009 | Premio de la USC a los guionistas              | Premio al guionista por Iron Man              | Nominado  |
| 2009 | Scream Awards                                  | Comic-Con Icon Award                          | Ganador   |
| 2011 | Paseo de la fama de Hollywood                  |                                               | Ganador   |
| 2012 | Savannah Film and Video Festival               | Premio a la trayectoria                       | Ganador   |
| 2012 | Premio de la Visual Effects Society            | Premio a la trayectoria                       | Ganador   |
| 2012 | Premio de la Producers Guild of America        | Vanguard Award                                | Ganador   |
| 2013 | Geekie Awards                                  | Premio a la trayectoria                       | Ganador   |

- El condado de Los Ángeles declaró el 2 de octubre de 2009 como Stan Lee Day (Día de Stan Lee).[16]
- La ciudad de Long Beach (California) declaró el 2 de octubre de 2009 como Stan Lee Day (Día de Stan Lee).[16]